# Harley-Davidson RL 45
La Harley-Davidson RL 45 est un modèle de la gamme R fabriquée de 1932 à 1936, faisant suite à la gamme DL (1929-1931). Elle fut la première moto V-twin de 45 ci ainsi que le premier V-twin flathead pour Harley-Davidson. Elle laissa sa place en 1937 aux modèles WL.
La gamme R comprenait les modèles 45 solo, R, RL et RLD. La RL, comme la DL avant elle, comportait un système de lubrification à perte totale. Le modèle suivant WL avait un système d'huile à recirculation.
Bien que lancé au milieu de la Grande Dépression, alors que les ventes de Harley-Davidson étaient à leur niveau le plus bas depuis vingt ans , la RL continua d'être produite, aidant Harley-Davidson à devenir l'un des deux seuls fabricants de motos américains à avoir survécu à la Dépression . Influencé par la façon dont l'industrie automobile utilisait les styles Art Déco, Harley présenta une image stylisée influencé par ce style sur le réservoir d'essence de la moto .
À partir de ce modèle Harley-Davidson a extrapolé une machine de compétition, la RLDR 45, et a également produit un modèle Servi-Car (ou 'Service-Car') à trois roues .

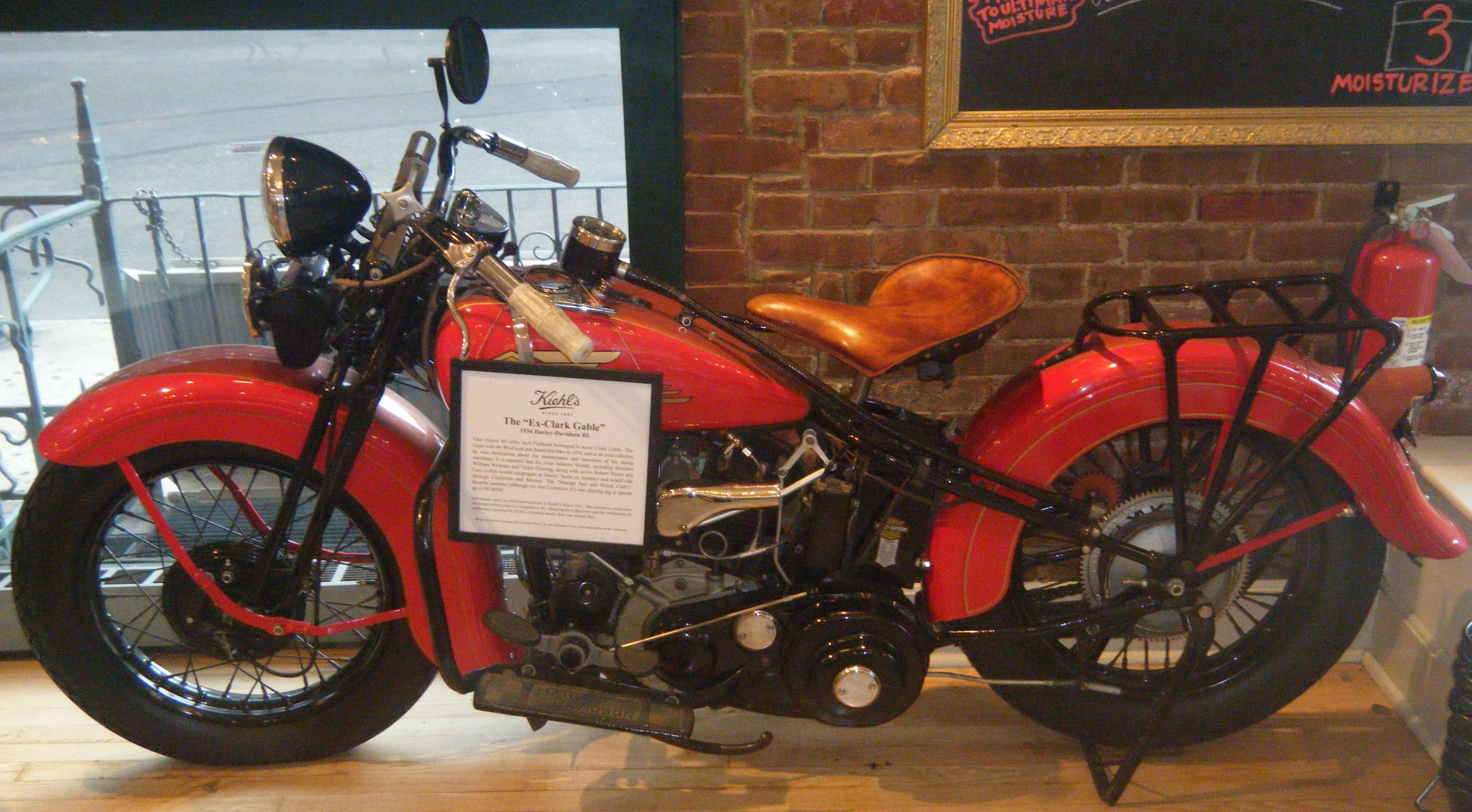
La RL45 1934 de Clark Gable

Avant la Seconde Guerre mondiale, les modèles sport de RL et les Servi-Car étaient fabriqués au Japon sous licence par la société Rikuo (Rikuo Internal Combustion Company) .
Une RL 45 rouge de 1934  a été la propriété de la Star d'Hollywood, Clark Gable .